# Gerber Scientific
Gerber Scientific Inc. ist eine Muttergesellschaft mit Hauptsitz in Tolland, Connecticut, USA. Sie liefert Software- und Hardwaresysteme für Bekleidung und technische Textilien, Schilderherstellung und Spezialgrafik sowie Verbundwerkstoffe und Verpackungsanwendungen.
Gerber Scientific befindet sich im Besitz von Vector Capital, einer in San Francisco ansässigen globalen Private-Equity-Firma, die sich auf den Technologiesektor spezialisiert hat und mehr als 2 Milliarden US-Dollar an Eigenkapital verwaltet. Am 18. August 2011 stimmten die Aktionäre von Gerber Scientific der Privatisierung von Gerber Scientific, Inc. durch Vector Capital in einer Transaktion mit einem Wert von rund 283 Millionen US-Dollar zu. CITIC Capital Partners, ein führendes chinesisches Private-Equity-Unternehmen, hält neben Vector eine Minderheitsbeteiligung an Gerber Scientific.

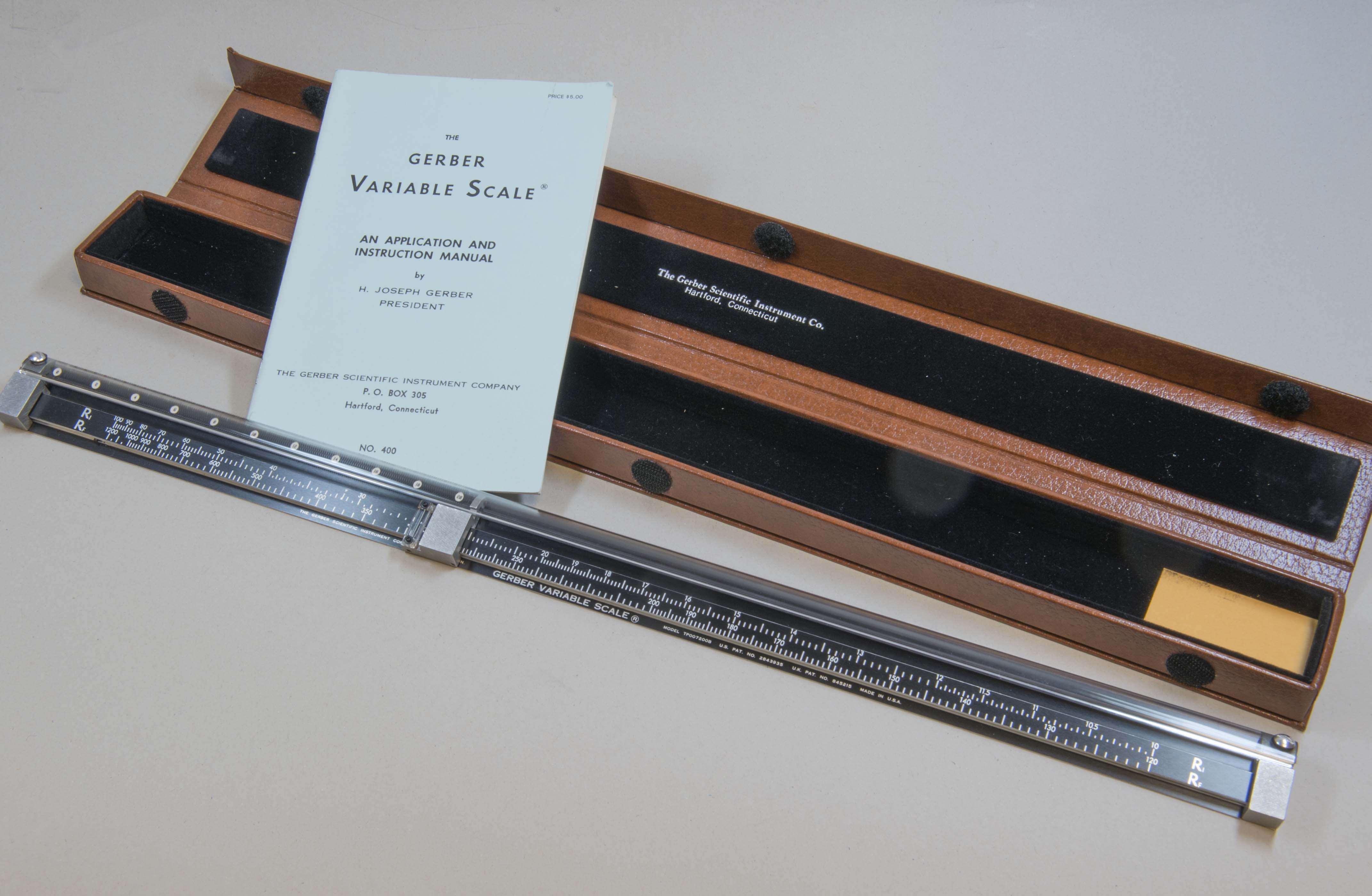
Der von Joseph Gerber 1948 erfundene variable Maßstab

## Geschichte
Gerber Scientific wurde 1948 von William S. Gerber in Torrington, Connecticut gegründet und begann ursprünglich mit der Herstellung von Maschinen zur Leder- und Textilverarbeitung. In den 1970er Jahren erweiterte das Unternehmen sein Portfolio und begann mit der Entwicklung von CAD- und CAM-Technologien, die vor allem in der Textil- und Bekleidungsindustrie Anwendung fanden.
Im Jahr 2000 fusionierte Gerber Scientific mit der amerikanischen Firma Lectra, einem führenden Anbieter von Software und Maschinen für die Modeindustrie, und erweiterte dadurch seine Marktpräsenz und Produktpalette erheblich.
Das Unternehmen entwickelte sich weiter und erlangte eine bedeutende Rolle in der Digitalisierung und Automatisierung von Fertigungsprozessen, insbesondere im Bereich der Bekleidungsindustrie.

## Produkte
Gerber Scientific bietet eine breite Palette an Lösungen, darunter Textil- und Bekleidungsindustrie-Software, Maschinen zur Schnittmustererstellung und -verarbeitung sowie Lösungen für 3D-Druck und digitale Textilverarbeitung.
Im Jahr 2016 stellte das Unternehmen die erste vollautomatische Laser-Cutting-Maschine vor, die für die effiziente und präzise Verarbeitung von Textilien und anderen flexiblen Materialien entwickelt wurde.

## Übernahme und Zukunft
2018 wurde Gerber Scientific von Esko übernommen, einem globalen Anbieter von Lösungen für die Verpackungs-, Druck- und Beschilderungsindustrie, wodurch Gerber seine Innovationen und Technologien weiter ausbauen konnte.
Durch diese Übernahme konnte Gerber Scientific die Produktentwicklung fortsetzen und sich als führender Anbieter von industriellen Automatisierungslösungen für die Bekleidungs- und Textilindustrie positionieren.